# Nancy Kovack

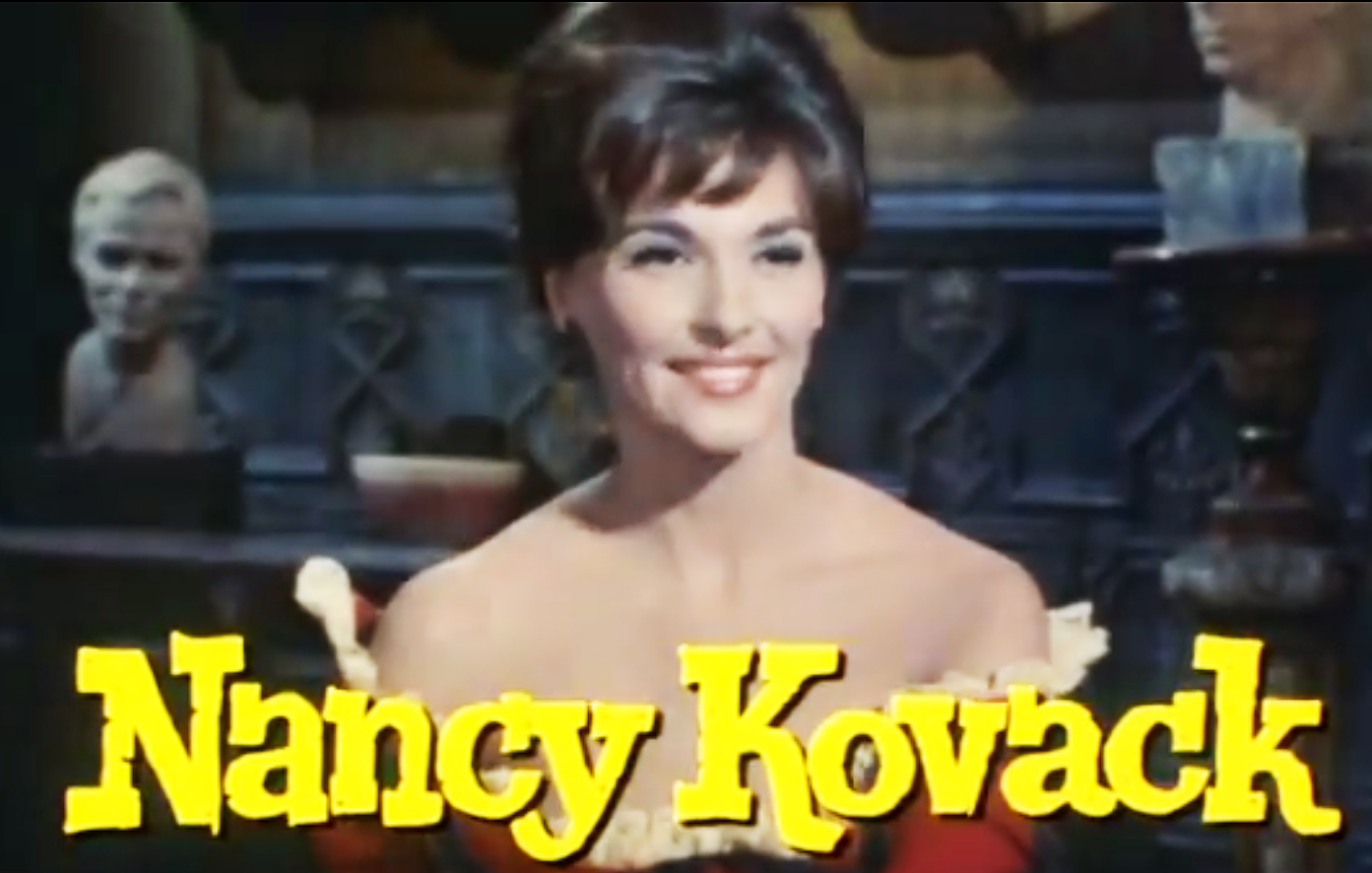
Nancy Kovack, 1963

Nancy Kovack (* 11. März 1935 in Flint, Michigan) ist eine US-amerikanische Film- und Theaterschauspielerin sowie ehemaliges Fotomodell.

## Biografie
Nancy Kovack war bereits mit 15 Jahren Studentin an der University of Michigan und verließ diese mit 19 Jahren. Im Alter von 20 Jahren konnte sie bereits 20 unterschiedliche Schönheitstitel für sich beanspruchen.
Um 1955 zog Kovack nach New York City, wo sie zunächst am Broadway erste Schauspielerfahrungen sammeln konnte und ab 1959 auch Film- und Fernsehrollen wahrnahm.
Ihre Karriere konzentrierte sich dabei überwiegend auf Fernsehserien. So stand sie in Klassikern wie Bezaubernde Jeannie, Solo für O.N.C.E.L., Raumschiff Enterprise oder Hawaii Fünf-Null vor der Kamera. Kovacks bekannteste Filmrolle ist die Hohepriesterin Medea in Jason und die Argonauten von 1963. Obwohl Kovack meist erotische Szenen und oft die Femme fatale spielte, war sie im Privatleben eine sehr moralisch veranlagte Frau, die es vermied, sich im Hollywood der 1960er und 1970er Jahre ins Nachtleben zu stürzen.
Am 19. Juli 1969 heiratete sie den indischen Dirigenten Zubin Mehta. Um sich nun mehr auf ihr Privatleben zu konzentrieren, zog sich Kovack ab 1976 aus der Schauspielerei zurück. Sie lebte einige Jahre in Deutschland, als ihr Mann 1998 Generalmusikdirektor an der Bayerischen Staatsoper wurde.
Heute engagiert sich Kovack in karitativen Angelegenheiten und zählt in New York und Los Angeles zu den prominenten sozialen Fürsprecherinnen. Sie ist mit Sophia Loren befreundet.

## Filmografie (Auswahl)
- 1960: Fremde, wenn wir uns begegnen (Strangers When We Meet)
- 1961: Ein Haus in Yokoshimi (Cry for Happy)
- 1962: Das zerrissene Lasso (The Wild Westerners)
- 1963: Tagebuch eines Mörders (Diary of a Madman)
- 1963: Jason und die Argonauten (Jason and the Argonauts)
- 1963–1965: Amos Burke (Burke’s Law, Fernsehserie, 4 Folgen)
- 1963/1966: Perry Mason (Fernsehserie, 2 Folgen)
- 1964–1969: Verliebt in eine Hexe (Bewitched, Fernsehserie, 5 Folgen)
- 1965: Das Vorleben der Sylvia West (Sylvia)
- 1965: Entscheidung am Big Horn (The great Sioux Massacre)
- 1965: Bezaubernde Jeannie (I Dream of Jeannie, Fernsehserie, Folge 1x09 Wie man kein Star wird)
- 1965: Privatdetektivin Honey West (Honey West, Fernsehserie, Folge 1x13)
- 1965/1966: Solo für O.N.C.E.L. (The Man from U.N.C.L.E., Fernsehserie, 2 Folgen)
- 1966: Batman (Fernsehserie, 2 Folgen)
- 1966: Leise flüstern die Pistolen (The Silencers)
- 1966: Frankie und Johnny (Frankie and Johnny)
- 1966: Tarzan und die goldene Stadt (Tarzan and the Valley of Gold)
- 1967: Sein großer Auftritt (Enter Laughing)
- 1967: Tennisschläger und Kanonen (I Spy, Fernsehserie, Folge 3x10)
- 1967: Invasion von der Wega (The Invaders, Fernsehserie, Folge 2x16)
- 1968: Raumschiff Enterprise (Star Trek, Fernsehserie, Folge 2x19 Der erste Krieg)
- 1968/1969: Ihr Auftritt, Al Mundy (It Takes a Thief, Fernsehserie, 2 Folgen)
- 1969: Mini-Max (Get Smart, Fernsehserie, Folge 4x16)
- 1969: Hawaii Fünf-Null (Hawaii Five-O, Fernsehserie, Folge 1x15 Importe aus China)
- 1969: Verschollen im Weltraum (Marooned)
- 1969–1973: Mannix (Fernsehserie, 3 Folgen)
- 1975: Der Unsichtbare (The Invisible Man, Fernsehserie, Folge 1x09)
- 1976: Cannon (Fernsehserie, Folge 5x23 Todessprung in Acapulco)